# Autostrada A2 (Portugalia)
Autostrada A2 (în portugheză Autoestrada A2) sau Autostrada de Sud (în portugheză Autoestrada do Sul) este o autostradă portugheză, care leagă Lisabona de Paderne, conectând regiunea Zonei Metropolitane Lisabona cu subregiunile Alentejo Litoral și Baixo Alentejo, aparținând regiunii Alentejo, și regiunea Algarve, cu o lungime totală de 240,8 km.
Este a doua cea mai lungă autostradă portugheză ca lungime. Acesta stabilește legătura dintre Lisabona și sudul țării, și anume regiunea Algarve, care deservește regiunea Alentejo Litoral, Alentejo Central și Baixo Alentejo. A atenuat accesibilitatea slabă pe care aceste regiuni o aveau față de restul țării (permițând legătura dintre Lisabona și Algarve să se facă în puțin peste 2 ore) și a ajuns să constituie o axă structurantă pentru regiunea în sine, fiind utilizată pe scară largă de majoritatea șoferilor care călătoresc din nord și centru spre sudul extrem al țării.
Cu toate acestea, nu trebuie trecută cu vederea importanța sa la nivelul regiunii Zonei Metropolitane Lisabona datorită faptului că este folosită zilnic de zeci de mii de vehicule care se deplasează de pe malul sudic al Tagus către capitală.
La început, traversează o zonă urbană mare, formată din municipalitățile Almada, Seixal și Palmela, care ajunge la intersecția Marateca, unde autostrada face legătura cu A6 spre Évora și Spania și cu A12 spre Montijo și intrarea estică a Lisabonei, prin Podul Vasco da Gama. De atunci, intră într-o zonă în esență rurală. Trecând prin municipalitățile Alcácer do Sal, Grândola, Aljustrel, Castro Verde, Ourique și Almodôvar, ajungeți în municipiul Albufeira, unde autostrada face legătura cu A22.
Finalizarea acestei autostrăzi a avut loc în 2002, la 36 de ani de la inaugurarea Podul 25 de Abril (numit atunci Podul Salazar).
Este concesionat de Brisa pe bază de taxă și există o singură secțiune scutită de această plată, între Almada și Fogueteiro. O călătorie între Lisabona și Via do Infante costă 20,45 € pentru un vehicul de clasa 1 (prețul traversării podului 25 de Abril, concesionat către Lusoponte, nu este inclus).